# Propositio
Propositio är tesen i talet och är den fjärde delen i den klassiska retorikens dispositionsordning. Propositio ger en kort sammanfattning om vad man ska tala om eller lägger enkelt fram talets tes.  Den kommer efter divisio eller partitio och före Argumentatio i dispositionsordningen. 
Efter att talaren introducerat sig själv eller ämnet talet kommer handla om och efter att ha gett lite bakgrundsfakta är det dags att presentera vad som ska sägas i talet eller lägga fram de teser som talet kommer handla om. 
När en talare med hjälp av de föregående stegen i dispositio  har skapat rätt stämning för publiken och gett dem de kunskaper som kan tänkas behövas är publiken mer benägna att ta till sig tesen.
Denna del klargör talets syfte - huvudtanke eller budskap och efter denna delen kan den faktiska argumentationen börja.  Denna del fungerar som en brygga eller passage från bakgrundsinformation till den fakta som ges via argumenten. Propositio är ett eget stycke om man följer den klassiska dispositionsmodellen och kan vara så kort som en enda mening. Ett exempel kan vara ”med ord får vi försöka nå fram till varandra”. Innebörden är att vi genom att tala med varandra kan vi trösta varandra. Eftersom propositio är en sådan liten del av själva talet så är det viktigt att den är genomtänkt för att skapa den starka effekt som den har för avsikt att göra i talet. Inom retoriken handlar det om att skapa de känslor du vill hos din publik. Just denna del av talet bygger mycket på de känslorna. Huruvida du har lyckats med att skapa rätt känsla hittills eller hur du lyckas knyta ihop allt som sägs efteråt för att publikens ska hålla med om din tes eller ditt budskap.

## Användning
Propositio behöver inte alltid skrivas rakt ut i talet. Tillfällen då det inte är lämpligt att uttryckligen nämna tesen kan vara om det redan framkommit i narratio. I status coniecturalis läggs klara bevis för din tes fram och då kan propositio vara överflödigt. Många säger att retorik inte handlar om att övertala utan om att övertyga. Det kan då vara väl så bra att låta din publik med hjälp av dina argument eller narratio tro att de själva kom fram till tesen. Även om det inte alltid är nödvändigt att skriva tesen rakt ut så är tesen en viktig del i skrivprocessen och det är alltid viktigt att ha en specifik tes att utgå från. Om ett tal som har en tydlig motståndare eller som uppgift att övertyga publiken om att något inte är som en annan person säger kan det tvärt emot vara viktigt att ta upp tesen flera gånger. Status definitionis är ett exempel på när ett tal gynnas av att tesen upprepas. Så att publiken förstår att saken gäller något annat än det din motståndare påstår.

## Placering
Det är möjligt att propositio kan komma på andra platser i talet än efter divisio. Om den läggs i början av en text eller ett tal kan du som talare framstå som ärlig och någon som lägger alla kort på bordet från början. Fördelen med att ha tesen mot slutet kan vara att den följer som en logisk slutsats snarare än något som under talet var något publiken skulle bli övertygade om.  